# Thiacidas postalbida
Pteronycta postalbida là một loài bướm đêm trong họ Noctuidae.